# ميلاني روشي
ميلاني روشي (بالإنجليزية: Melanie Roach) هي رباعة أمريكية، ولدت في 15 ديسمبر 1974.

## وصلات خارجية
- ميلاني روشي على موقع أوليمبيديا (الإنجليزية)